# 庄内町高岡
庄内町高岡（しょうないちょうたかおか）とは、大分県由布市内の大字。郵便番号は879-5433。

## 地理
由布市の中部から、雨乞岳南斜面から大分川左岸に位置する。庄内原、中、平石、長野、畑田と接し大分川を挟み、柿原と接する。

## 歴史
- 1889年4月1日 - 町村制の施行により、庄内原を含む西庄内村が発足。（大分郡西庄内村）。
- 1954年11月1日 - 阿南村・東庄内村・西庄内村・南庄内村・阿蘇野村が合併し、大分郡庄内村が成立。（大分郡庄内村）
- 1955年4月1日 - 町制施行により大分郡庄内町が成立。（大分郡庄内町大字高岡）
- 2005年10月1日 - 挾間町・庄内町・湯布院町で新設合併、市政施行で由布市が成立。大字表記および、小字が廃止される（由布市庄内町高岡）[3]。

## 小・中学校の学区
市立小・中学校に通う場合、学区は以下の通りとなる。
| 町名       | 小学校               | 中学校             |
| ---------- | -------------------- | ------------------ |
| 庄内町高岡 | 由布市立西庄内小学校 | 由布市立庄内中学校 |

## 交通

### 鉄道
JR久大本線が通っているが、駅はない。最寄り駅は庄内駅。

### バス
かつては、大分バスが営業していたが、由布市コミュニティバスに転換している。

### 道路
- 大分県道719号東長宝西線

## 施設
- 由布市立西庄内小学校